# César Vega
César Javier Vega Perrone (Montevideo, 1959. szeptember 2. – ) uruguayi válogatott labdarúgó.

## Pályafutása

### Klubcsapatban
1975 és 1985 között a Danubióban játszott. 1985 és 1987 között a Progreso játékosa volt. 1987 és 1988 között a mexikói Atlantéban szerepelt. 1988-tól 1991-ig a Mandiyút erősítette Argentínában. 1992-ben a Central Españolban fejezte be a pályafutását.   

### A válogatottban
1983 és 1986 között 8 alkalommal szerepelt az uruguayi válogatottban. Részt vett az 1986-os világbajnokságon.